# Ceratobasidium ramicola
Ceratobasidium ramicola é uma espécie de fungo pertencente à família Ceratobasidiaceae.